# Erich Hartmann (fotografo)
Erich Hartmann (Monaco di Baviera, 29 luglio 1922 – New York, 4 febbraio 1999) è stato un fotografo tedesco naturalizzato statunitense.

## La vita in Germania
Erich Hartmann è nato il 29 luglio 1922 a Monaco di Baviera, in Germania, il figlio maggiore di Max e Irma Blattner, che viveva a Passavia, una città sul Danubio vicino al confine austriaco in cui erano una delle cinque famiglie ebree. La famiglia di Hartmann apparteneva alla classe media e suo padre, un socialdemocratico che prestò servizio durante la prima guerra mondiale e fu imprigionato dagli inglesi, era molto rispettato. Nel 1930, a soli otto anni, Erich scattò le sue prime fotografie.
La vita divenne sempre più difficile dopo l'ascesa del nazismo del 1933, comprese le restrizioni personali, finanziarie, commerciali e familiari e l'inizio delle deportazioni degli ebrei nel primo cosiddetto ' campo di lavoro nel villaggio di Dachau. La famiglia Hartmann si trasferì a Monaco quell'anno, alla ricerca di un ambiente più tollerante e cosmopolita. La situazione tuttavia peggiorò e la famiglia decise che avrebbe dovuto lasciare la Germania. Nell'agosto del 1938, emigrarono negli Stati Uniti, dopo aver ricevuto garanzie per il loro sostegno da loro parenti li stabilitisi. Salparono da Amburgo per New York, rimanendo inizialmente a Washington Heights, prima di stabilirsi fuori da Albany.

## Primi lavori fotografici
Unico in famiglia a parlare l'inglese, Erich Hartmann lavorò in una fabbrica tessile ad Albany, frequentò il liceo serale e successivamente frequentò corsi serali al Siena College. L'8 dicembre 1941, il giorno dopo l'attacco a Pearl Harbor, gli Stati Uniti entrarono in guerra ed Erich si arruolò nell'esercito americano. Addestrato in Virginia e all'Ohio State University, dovette attendere fino al 1943 prima di prestare servizio in Inghilterra, Belgio (Battaglia del Bulge) e Francia, e con le forze liberanti come interprete di corte nei processi nazisti a Colonia.
Alla fine della guerra si trasferì a New York City dove, nel 1946, sposò Ruth Bains; ebbero due figli, Nicholas (nato nel 1952) e Celia (nato nel 1956). In questi anni lavorò come assistente del ritrattista George Feyer, e poi come libero professionista. Studiò alla New School for Social Research con Charles Leirens, Berenice Abbott e Alexey Brodovitch. Tra i suoi soggetti ritratti negli anni, l'architetto Walter Gropius, gli scrittori Arthur Koestler e Rachel Carson, i musicisti Leonard Bernstein e Gidon Kremer, l'attore Marcel Marceau, il collega fotografo Ed Feingersh e molte altre personalità letterarie e musicali. La musica ebbe un ruolo importante nella sua vita e nel suo lavoro: "La musica mi ha catturato prima della fotografia", ha ricordato. "Nella casa dei miei genitori non c'era molta musica tranne un grammofono a manovella sul quale ascoltava di nascosto e ripetutamente un disco di arie della Carmen. Questo prima che imparasse a leggere!
Negli anni '50 Hartmann divenne noto al grande pubblico per il suo approccio poetico alla scienza, all'industria e all'architettura in una serie di saggi fotografici per la rivista Fortune, a partire da The Deep North, The Building of Saint Lawrence Seaway e Shapes of Sound. In seguito ha realizzato saggi simili sulla poetica della scienza e della tecnologia per Geo francese, tedesco e americano e altre riviste. Nel corso della sua vita ha viaggiato molto per incarichi per le principali riviste di Stati Uniti, Europa e Giappone e per molte società come AT&T, Boeing, Bowater, Citroën, Citibank, Corning Glass, DuPont, European Space Agency, Ford, IBM, Johns Hopkins Università, Kimberly-Clark, Pillsbury Company, Nippon Airways, Schlumberger, TWA e Woolworth, per i quali usò il colore. 
Nel 1952 fu invitato a entrare a far parte della Magnum Photos, la cooperativa internazionale di fotografi fondata nel 1947 da Robert Capa, David Seymour, George Rodger e Henri Cartier-Bresson, e fece parte del Consiglio di amministrazione dal 1967 al 1986 e fu Presidente nel 1985 -1986.

## Fotogiornalismo e saggi
La sua prima mostra personale Sunday with the Bridge, uno studio fotografico del ponte di Brooklyn, fu inaugurata al Museo della Città di New York nel 1956. Nel 1962, il suo libro e la mostra Our Daily Bread fece un ampio tour negli Stati Uniti. Negli anni seguirono molte altre mostre, negli Stati Uniti, in Giappone e in tutta Europa. Tenne conferenze alla Summer Academy di Salisburgo, alla Scuola di Giornalismo Università di Syracuse e altrove, ha tenuto seminari e workshop ricevendo riconoscimenti tra cui il premio Photokina (Colonia, Germania), il Premio internazionale CRAF (Italia), la Newhouse Citation in Photography (USA) e numerosi premi Art Directors Club. 
Il suo interesse principale, nella fotografia come nella vita, era il modo in cui le persone si relazionano sia con l'ambiente naturale che con l'ambiente che creano. Il nostro pane quotidiano e Il mondo del lavoro stavano continuando progetti a lungo termine. Ha documentato non solo l'industria e la tecnologia - fabbricazione del vetro, costruzione di imbarcazioni, agricoltura, produzione alimentare, aviazione, costruzione, esplorazione dello spazio, ricerca scientifica - ma anche il contesto culturale e geografico umano: l'Inghilterra di Shakespeare, Dublino di James Joyce o la Venezia di Thomas Mann. 

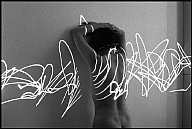
"Scrivere con la luce" (c) Erich Hartmann / Magnum.

I suoi progetti personali rivelano un fascino per il modo in cui la tecnologia può incarnare la bellezza: i disegni astratti di gocce di inchiostro nell'acqua, i ritratti intimi di minuscoli componenti fabbricati con precisione o la luce laser in ambienti naturali e artificiali. La sua ossessione per la luce laser è iniziata negli anni '70, ricorda Ruth Hartmann: ″ Ha visto lì un modo per far davvero "scrivere" la luce, in "fotografia" "grafico". Ha iniziato a sperimentare la diffusione della luce laser attraverso diversi tipi di vetro, attraverso prismi, lenti di ogni tipo, attraverso maniglie sfaccettate, spezzando la luce in pezzi per realizzare disegni, scrivere. Ha quindi affinato le sue tecniche in modo da poter imporre un'immagine controllata di luce concentrata sui paesaggi, quindi sulle persone. Ciò è culminato in un grande spettacolo a New York e in altri spettacoli minori. ″
Questa preoccupazione per la disumanizzazione lo portò a intraprendere nei suoi ultimi anni un progetto molto personale e intimo che onorava e trascendeva la memoria. 

## In the Camps
Auschwitz, Bełżec, Bergen-Belsen, Birkenau, Buchenwald, Bullenhuser Damm, Chelmno, Dachau, Emsland, Belower Wald, Gross Rosen, Majdanek, Mauthausen, Natzweiler, Neuengamme, Ravensbrück, Sachsenhausen, Sobibor, Theresienstadt, Treblinka, Vught, Westerbork. Nel 1994, per più di otto settimane, Erich e Ruth Hartmann intrapresero un viaggio invernale per fotografare i resti dei campi di concentramento e sterminio nazisti e i luoghi di espulsione in tutta Europa. Era determinato a scattare solo fotografie in bianco e nero e catturare solo ciò che vedeva, immediatamente all'arrivo, indipendentemente dal fatto che i giorni sembrassero notti. 

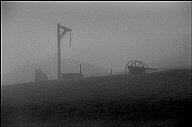
Campo di concentramento di Natzweiler-Struthof, Francia (c) Erich Hartmann / Magnum.

Tornò a New York con 120 rotoli di film, da cui ha realizzato una prima produzione di 300 fotografie e una selezione finale di soli 74 fotogrammi. Questi, insieme al testo di Ruth Bains Hartmann, costituirono il libro e la mostra In the Camps, pubblicati nel 1995 in inglese, francese e tedesco ed esposti in più di venti sedi negli Stati Uniti e in Europa negli anni successivi: 
"Se ho imparato qualche lezione dall'essere stato nei resti dei campi", afferma Hartmann, "è che pensare o vivere per se stessi da soli è diventato un lusso insostenibile. Tranne forse nei sogni, la vita non si svolge più in solitario piano ora è irrevocabilmente complesso e noi, chiunque siamo, ci siamo intrecciati l'uno con l'altro, che ci piaccia o no. Agire su tale convinzione può essere un tributo più efficace alla memoria dei morti che il lutto da solo o giurando che non accadrà di nuovo e potrebbe anche essere il modo più promettente di eliminare i campi di concentramento. Non sono un ottimista, ma credo che se decidiamo che dobbiamo collegare indissolubilmente le nostre vite - che "io" e "loro" devono essere sostituiti da "noi" - potremmo riuscire a fare una vita in cui le camere a gas non saranno riutilizzate da nessuna parte e un futuro in cui i bambini, comprese le mie nipoti, non sapranno cosa sono. ″

## Dov'ero
In tutti i suoi viaggi, di lavoro e di piacere, Hartmann portava una piccola macchina fotografica con alcuni rotoli di pellicola in bianco e nero, preparata per ogni occasione visiva. Ha anche perseguito deliberatamente una serie di progetti fantasiosi tra cui esperimenti con inchiostro nell'acqua, effetti di luce stroboscopica, ciottoli di spiaggia vincolati in scatole e altri. Alla fine degli anni '90, con un occhio alla futura mostra retrospettiva, Hartmann iniziò a fare una selezione definitiva di cinquant'anni del suo personale lavoro in bianco e nero. Pochi mesi prima della sua morte ha iniziato le discussioni con una galleria in Austria sull'organizzazione di una mostra chiamata "Where I Was". Ruth Hartmann continuò e completò il progetto dopo la sua morte, e "Where I Was" fu aperto alla Galerie Fotohof di Salisburgo il 27 giugno 2000, viaggiando successivamente in Germania, New York e Tokyo. 
″ Diverso dalla maggior parte delle mostre postume ″, scrive Ruth Hartmann, ″ l'inizio, l'idea e l'impulso per questo sono venuti dal fotografo stesso nella sua vita ed è stato realizzato da altri tentando di continuare l'idea in conformità con i suoi appunti ″.
″ "Where I was" non è sempre stato un punto geografico specifico; era spesso uno stato d'animo, come quando trovò la fabbrica di manichini e vide lì una metafora semplice e apparentemente innocente per gli orrori disumanizzanti del nostro tempo. (...) Queste sono le foto personali di un giornalista fotografico impegnato, che viaggia sempre; casa brevemente in mezzo. Sebbene gran parte del suo lavoro assegnato fosse a colori, non è mai stato senza una macchina fotografica carica di pellicola in bianco e nero e una piccola scatola di rotoli extra, che ha usato per catturare ciò che lo incuriosiva e lo affascinava sempre: la vita in progresso, le persone nei loro ambienti, enigmatico, incompiuto, ambizioso. La sua devozione per la fotografia è stata per tutta la vita e intensa; ha visto le foto ovunque. Scattare queste foto personali ha mantenuto il suo corso costante anche mentre lavorava, con uguale devozione, su incarichi molto diversi che spesso generavano nuove passioni e affascinanti, come dimostrato nel suo coinvolgimento con le bellezze intricate della tecnologia. Alcune di queste immagini provengono da tali incarichi. Anche lui era lì. ″
″ Mi sono guadagnato la vita come fotografo di riviste e fotoreporter ″ dice Hartmann, ″ lavorando in molte parti del mondo per importanti riviste e aziende, spesso su argomenti di interesse generale e molto spesso su argomenti che riguardano l'alta tecnologia. Accanto e intrecciato con quella vita fotografica c'è stata un'altra, un'esplorazione principalmente di aspetti del mio io di classe media (e ora di mezza età) e di alcune delle forze che hanno avuto un effetto su di essa. Ho scelto l'autobiografia come tema principale del mio lavoro personale per più di una ragione. Credo di poter parlare in modo più convincente di ciò che ho conosciuto più a lungo, forse non il migliore, ho derivato da aspetti apparentemente quotidiani di una vita esteriormente tranquilla e senza drammatica una fonte infinita e ricca di sfide, e sono tentato di credere che i risultati risuonano al di là della specifica e personale e parlano da altre vite, come pure ".
Il 4 febbraio 1999 Erich Hartmann morì inaspettatamente per un attacco di cuore a New York. 

## Mostre
- 2015 "Our Daily Bread" - Landesmuseum, Zurigo, Svizzera
- 2012 "The Abstract Art of Erich Hartmann" - Clair Galerie, St. Paul de Vence, Francia [9]
- 2011-2012 "Visualizza New York - Nove percezioni" - Clair Galerie, Monaco; Istituto tedesco-americano, Tubinga; Carl-Schurz-Haus, Friburgo, Germania
- 2009 Erich Hartmann - Clair Gallery, Monaco, Germania
- 2008 A Place in Maine - Magnum Gallery, Parigi, Francia
- 2007 Music Makers - United World College of the Adriatic, Duino, Italia
- Mannequin Factory 2007 - Galleria Ikona, Venezia, Italia
- 2006 Scrivere con la luce - Atlas Gallery, Londra, Regno Unito
- 2005 Writing with Light - Artefact Gallery, Zurigo, Svizzera
- 2005 Dublino 1964 - Memphis in maggio - Robinson Gallery, Memphis, Tennessee, Stati Uniti
- 2004 Dublino 1964 - Gallery of Photography, Dublino, Irlanda
- 2004 Sicurezza, privilegio e libertà: un passaggio transatlantico sulla regina Elisabetta - South Street Seaport Museum, New York, USA
- 2000-2002 Where I Was - Fotohof, Salisburgo, Austria; Leica Gallery, New York, Stati Uniti; St. Anna-Kapelle, Passavia, Germania; Museo ebraico di Monaco, Germania; Leica Gallery, Tokyo, Giappone
- 1995-2008 Nei campi - Arc de Triomphe, Parigi, Francia; Goethe House, Leica Gallery, New York, Stati Uniti; Galleria NGBK, Berlino, Germania; Kunsthaus, Amburgo, Germania; St. Anna-Kapelle, Passavia, Germania; National Monument, Camp Vught, Paesi Bassi; Palazzo delle Esposizioni, Roma, Italia; Villa Cian, Spilimbergo, Italia; Sala San Leonardo, Venezia, Italia e altri luoghi negli Stati Uniti e in Europa
- 1991 Alta tecnologia - mostrato a Berlino e Bonn in Germania e in altri luoghi in Europa
- 1989 Musicians at Work - Lockenhaus Chamber Music Festival, Austria
- 1988 Veritas - Cattedrale di San Giovanni il Divino, New York, Stati Uniti
- 1987 Washington - Magnum Gallery, Parigi, Francia
- 1985 The Heart of Technology - Parigi, Amsterdam, Amburgo, Tokyo
- 1984 Erich Hartmann dormiva qui - Galleria Residenz, Salisburgo
- 1983 Macroworld - Olympus Galleries a Parigi, Amburgo, Tokyo, Londra
- 1982 Train Journey - French Cultural Institute, New York, numerose altre sedi negli Stati Uniti; Parigi, Tokyo, Amburgo
- 1982 Europe in Space - The Photographers' Gallery, Londra. UK;
- 1978 A Play of Light - Neikrug Gallery, New York, Stati Uniti
- 1977 Fotografie con un laser - AIGA Gallery, New York, USA; Fiolet Gallery, Amsterdam, Paesi Bassi
- 1976 Carnet de Route & Natures Mortes - Photogalerie, Parigi, Francia
- 1971 Mannequin Factory - Underground Gallery, New York, Stati Uniti; Fiolet Gallery, Amsterdam, Paesi Bassi;
- 1962 Our Daily Bread : The Coliseum, New York, USA; Dipartimento dell'Agricoltura, Washington, DC, Stati Uniti; numerosi altri luoghi negli Stati Uniti
- 1956 domenica con il ponte - Museo della Città di New York, Stati Uniti; Brooklyn Museum, New York, Stati Uniti

## Premi
- Premio Photokina, Colonia, Germania
- Premio Internazionale del Centro di Ricerca e Archiviazione della Fotografia, Spilimbergo, Italia
- La medaglia Newhouse dell'Università di Syracuse
- Premio del club del direttore artistico

## Libri
- 2000 Where I Was, Otto Muller Verlag, Austria
- 1995 In The Camps, WW Norton Company US, UK; Nel silenzio dei campi, La Martinière, Francia; Stumme Zeugen: Photographien aus Konzentrazionslagern, Lambert Schneider, Germania; Il silenzio dei campi, Contrasto, Italia
- 1972 Space: Focus Earth, The European Space Research Organization and Arcade, US; L'Europa dei satelliti, hommes et tecniche, Arcade, Francia
- 1965 Informazioni su OXO, Publications Spectator, USA